# Vidriado

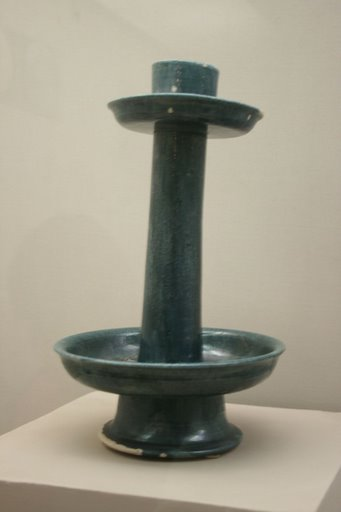
Cerámica vidriada de la dinastía Tang (618-907 d. C.), China medieval.

En cerámica, se llama vidriado al proceso y técnica alfareros consistentes en aplicar a las piezas de barro, tras su primera cocción, una película o capa que, tras fundirse en un horno, toma una apariencia cristalina. Es por tanto un recubrimiento liso e impermeable conseguido en una segunda cocción que deberá alcanzar de 800 °C a 1300 °C.
En términos generales de arte, vidriado es el baño vítreo por diferentes procedimientos tras su aplicación mediante cocción. Se hace especial referencia a dos tipos clásicos de barniz: el estannífero y el plumbífero.
Su descubrimiento se sitúa en el Próximo Oriente donde se ha documentado desde el año 1500 a. C.

## Composición
Los vidriados están compuestos siempre de una cantidad variable de sílice. Son el producto de la combinación de los óxidos fundentes con la sílice, actuando la alúmina como estabilizante.

## Los óxidos en los vidriados
Los óxidos que componen los vidriados han sido divididos en tres grupos:
- Básicos: óxido de plomo, óxido de sodio, óxido de potasio, óxido de calcio, óxido de magnesio, óxido de bario, óxido de litio, óxido de zinc.
- Neutros: óxido de aluminio (alúmina), óxido de boro.
- Ácidos: óxido de silicio (sílice), óxido de estaño, óxido de titanio, óxido de zirconio

## Tipos de vidriados
Los vidriados cerámicos pueden clasificarse atendiendo a diversos
- En función del tipo de soporte cerámico sobre el que se aplican o de la tecnología empleada: loza, bicocción, monococción porosa, gres, gres porcelánico o porcelana.
- En función de su aspecto una vez cocido: brillantes, mates, metalizados, lustres.
- En función de sus componentes pueden distinguirse los "fritados" y los "crudos".

### Fritados
Se denomina frita al procedimiento por medio del cual se hacen insolubles materias primas solubles en agua. Una frita es generalmente un compuesto de óxidos o minerales calentado hasta su fusión y enfriado bruscamente con el objeto de reducirlo a fragmentos pequeños y facilitar su molienda posterior. Otra razón para fritar materias primas es reducir su toxicidad, como por ejemplo los compuestos con plomo.

### Crudos
Los vidriados crudos son aquellos en los que los óxidos o minerales en el compuesto no han sido previamente fritados.

#### Vidriado a la sal
Vidriado tradicional que se consigue bañando la pieza con sal común o arrojando sal dentro del horno durante la cocción de la cerámica. Con este procedimiento se logra formar sobre las obras una capa vítrea de espesor variable, gran dureza y resistencia a los ácidos, de ahí su utilización en caños para desagües y contenedores de líquidos antes de la aparición del plástico.

#### Vidriado alcalino
Da como resultado un tono turquesa por contener en su composición cobre y sosa o potasa.